# موشافا

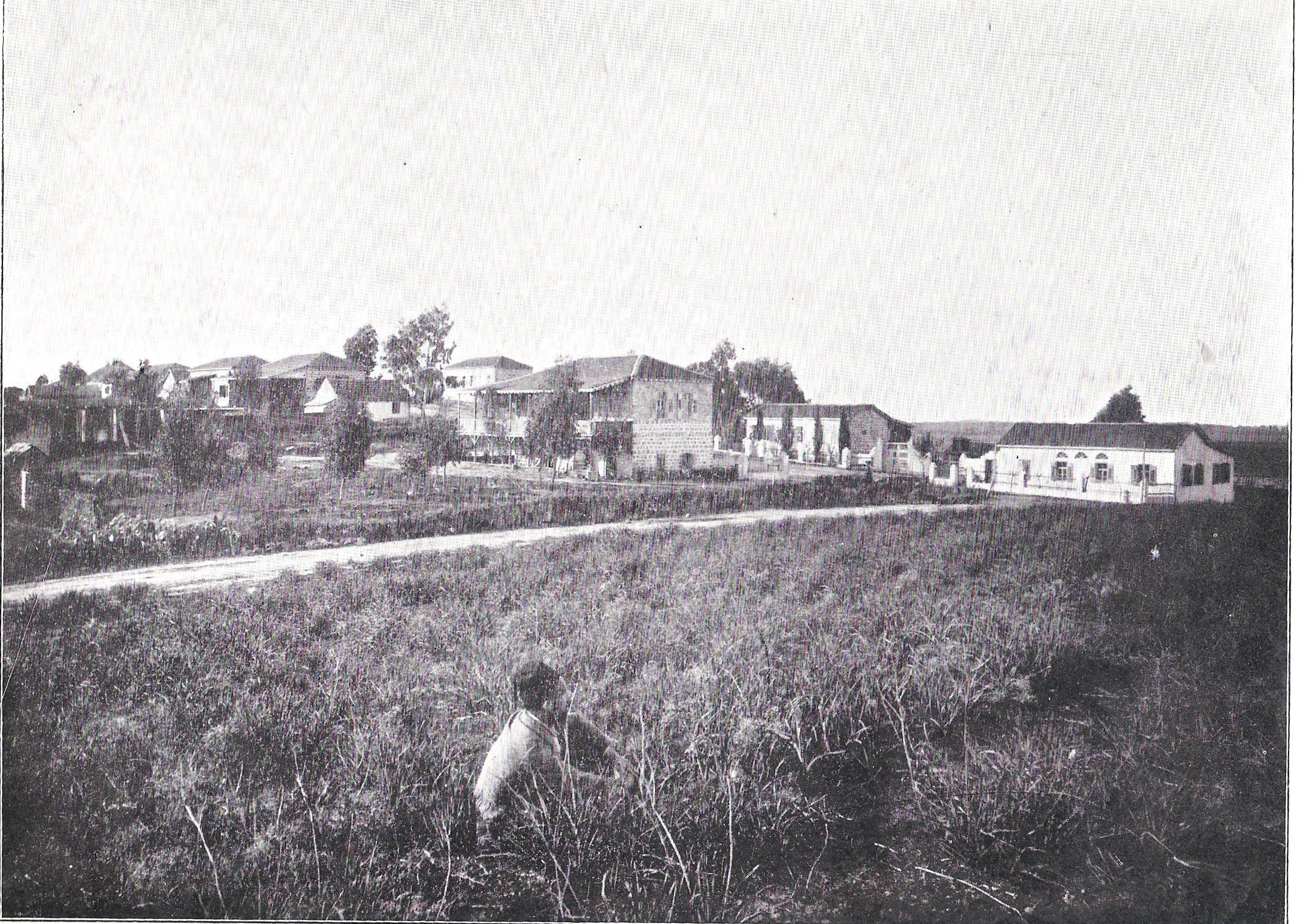
جيديرا قبل عام 1899

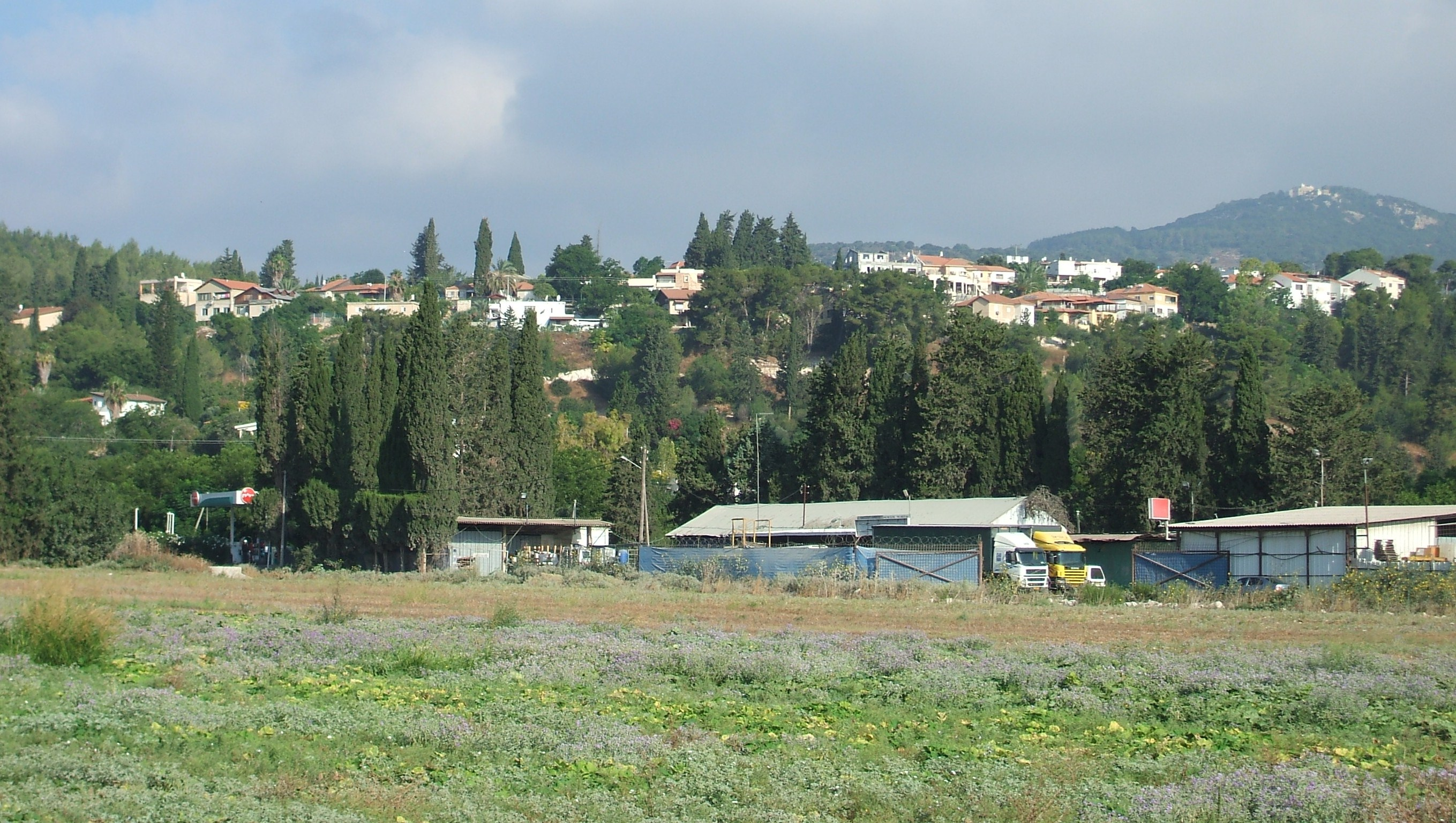
يوكنعام (موشافا)

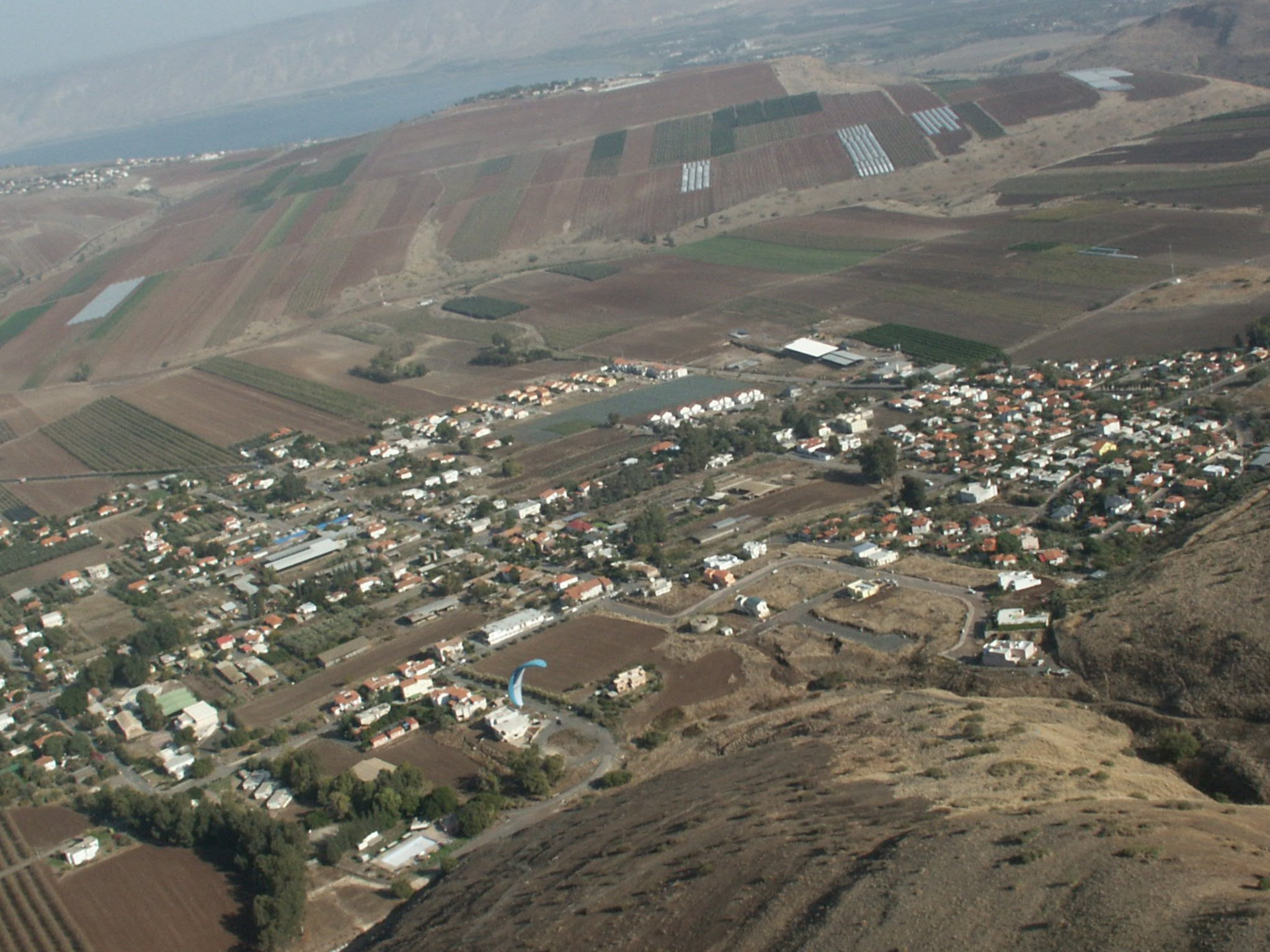
يافنيئيل (الموشافا)

موشاڤا ( (بالعبرية: מושבה‏)، تترجم حرفيا. مستعمرة أو قرية) كانت شكلاً من أشكال الاستيطان اليهودي الزراعي الذي بدأ في فلسطين في سوريا العثمانية، أنشأها أعضاء اليشوف القديم بدءًا من أواخر سبعينيات القرن التاسع عشر وخلال أول موجتين من الهجرة الصهيونية اليهودية - العلية الأولى والثانية.

## تاريخ
في الموشافا، على عكس المستوطنات الجماعية اللاحقة مثل الكيبوتس والموشاف (جمع موشافيم )، تكون جميع الأراضي والممتلكات مملوكة ملكية خاصّة. تم إنشاء الموشافوت الأول من قبل أوائل المهاجرين القوميين اليهود من اوروبا وأعضاء الجالية اليهودية الذين يعيشون بالفعل في سوريا العثمانية.  كان اقتصاد الموشافوت المبكر يعتمد على الزراعة ويشبه في تخطيطه القرى القائمة على زراعة الحبوب في أوروبا الشرقية. تم إنشاء المزارع على جانبي شارع رئيسي واسع. 

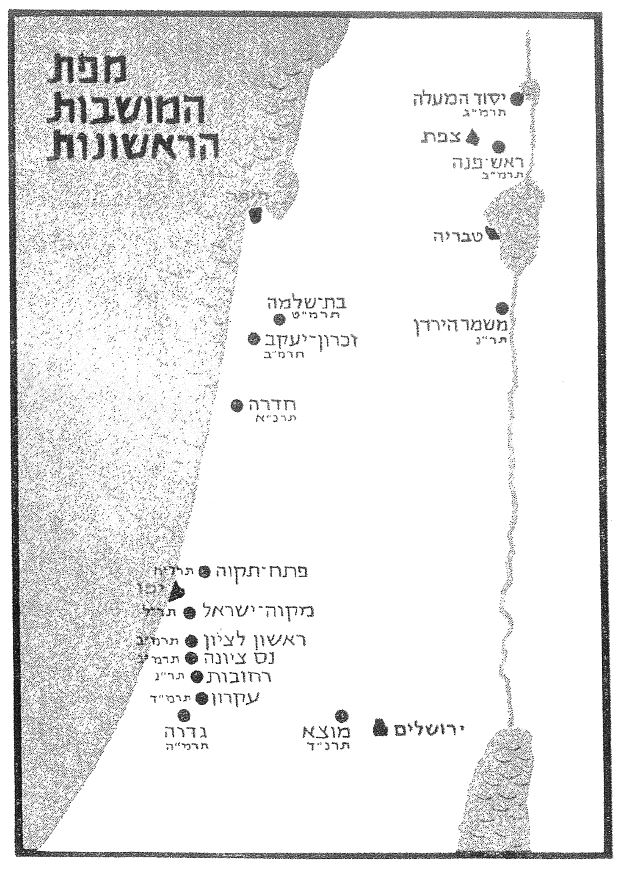
خريطة الموشافوت القديمة

تأسست مدينة بيتاح تكفا ، المعروفة باسم "أم الموشافوت"،  في عام 1878 على يد أعضاء من اليشوب القديم، وكذلك غاي أوني، والتي أصبحت فيما بعد روش بينا مع وصول موجة الهجرة الأولى (العلية الأولى). مستوطنات الموشافا الأربعة الأولى في فترة عاليه الأولى كانت ريشون لتسيون وروش بينا وزخرون يعكوف ويسود حمعالا.
إحدى القوى الدافعة وراء انشاء هذه المستوطنات الأولى كانت حركة أحباء صهيون في أوروبا، والتي عملت فروعها كجمعيات استيطانية مستقلة ماليًا. 
كان الموشافا يحكم بميثاق، يحدد المجتمع فيه المبادئ المجتمعية له مؤسسا لعهد أو رابطة بين السكان.

## يشوب القديم وموشافا العاليا الأولى
قائمة مرتبة حسب سنة التأسيس.
- ريشون لتسيون (1882)

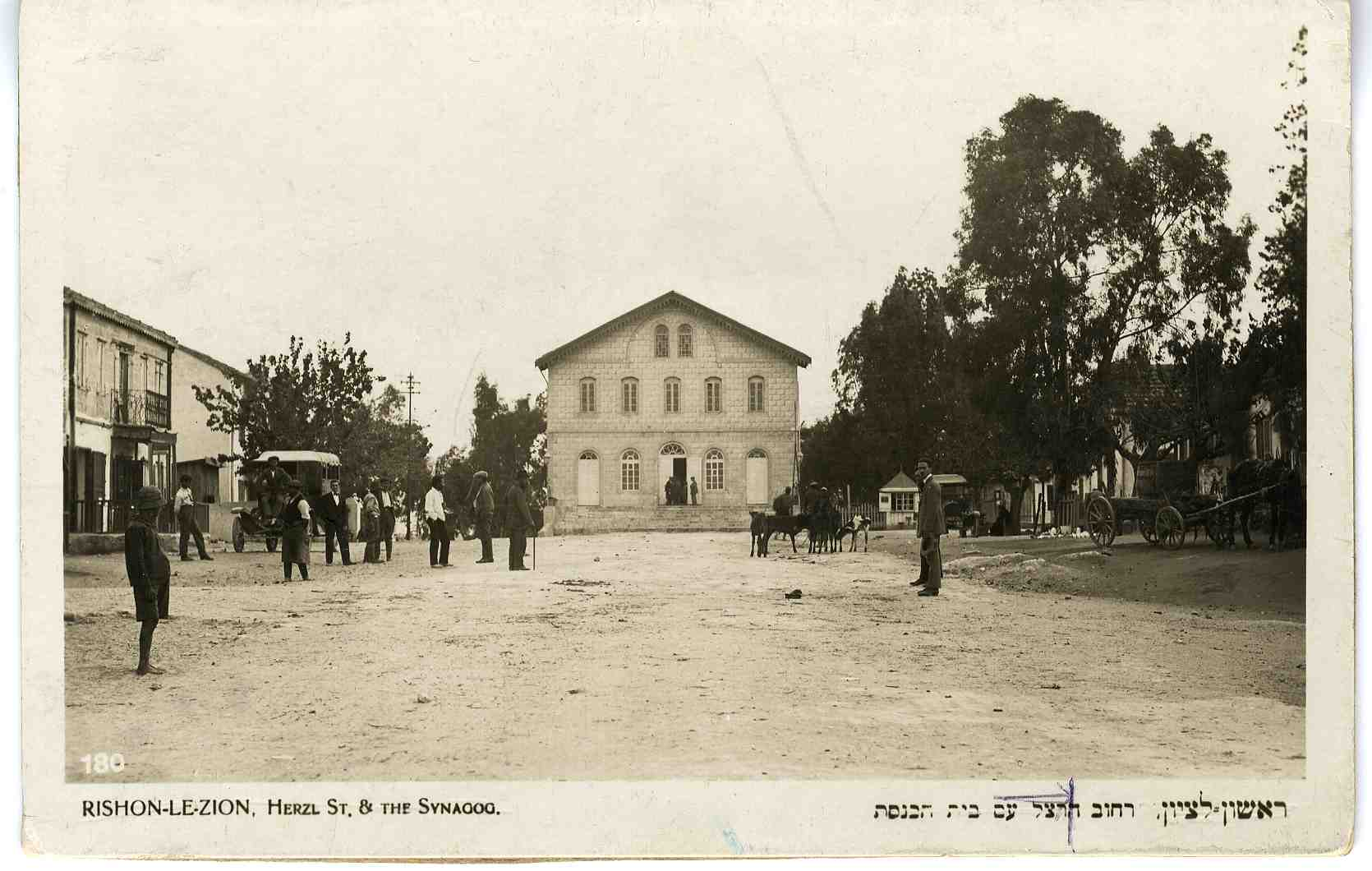
الكنيس الكبير في ريشون لتسيون، الذي تأسس عام 1885 (الصورة حوالي 1910-1924)

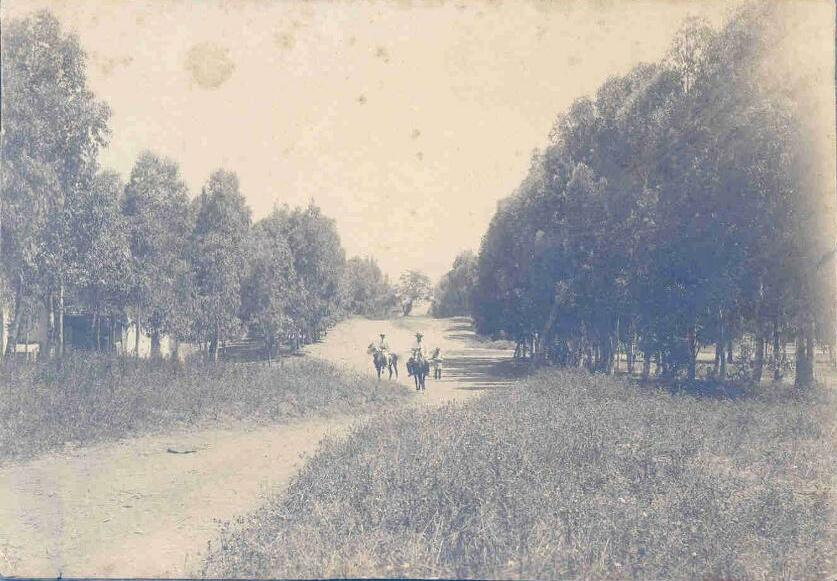
شارع هرتزل، الخضيرة، ج. 1891-1901

- روش بينا (1882، تولي وتغيير إسم مستعمرة جي أوني التي تأسست عام 1878 وتقلصت إلى ثلاث عائلات بحلول عام 1882)
- زخرون يعقوب (1882)
- بيتح تكفا (1882؛ أعيد تأسيسها بعد المحاولة الأولى في عام 1878)
- مزكيرت باتيا (1883 تم تأسيسها باسم "إكرون")
- نيس زيونا (1883؛ بدأ باسم "نحالات رؤوفين")
- يسود همعلة (1883)
- جيديرا (1884)
- بات شلومو (1889)
- مئير شفيا (1889)
- رحوفوت (1890)
- مشمار هاياردين (1890)
- الخضيرة (1891)
- عين زيتيم (1892)
- موتزا (1894)
- هارتوف (1895)
- المطلة (1896)
- بئر توفيا (أعيد تأسيسها وأعيدت تسميتها عام 1896 من قبل هوفيفي صهيون؛ استقرت لأول مرة في عام 1887 باسم كاستينا)
- بني يهودا (1898؛ غير متطابقة مع بني يهودا الجديدة)
- محنايم (1898–1912)
- سيجيرا (1899–1902)، الآن موشاف إيلانيا
- مسحة (1901)، أعيد تسميتها إلى كفر تافور عام 1903
- يفنيئيل (1901)
- ميناحيميا (1901)
- بيت غان (1903؛ بجانب يافنيئيل)
- عتليت (1903)
- جفعات آدا (1903)
- كفار سابا (1904)

كما أقيمت مستعمرات في حوران على الأراضي التي اشتراها البارون إدموند دي روتشيلد في منطقة قرى سحم الجولان وجيلين ونافعة، من قبل مهاجري العليا الأولى في مجموع تسع بؤر استيطانية، لكن المستعمرات الخمس الرئيسية التي أُسست عام 1895، تحتم التخلي عنها في غضون فترة قصيرة:[هل المصدر موثوق به؟]
- تيفريت بنيامين (1895) [8]
- زخرون مناحيم (1895) [7]
- نحلات موشيه (1895) [7]
- أحفات يسرائيل (1895) [7]
- بيت إيكار (1895). [7]

## موشافات لاحقة
- كنريت (1908، عاليه الثانية)
- بنيامينا (1922، الهجرة الثانية والثالثة)

## روابط خارجية
- ران آرونسون، روتشيلد والاستعمار الصهيوني المبكر ، مطبعة رومان وليتلفيلد ومغنيس، القدس، 2000.